# Ло (приток Хонгхи)
Ло (вьет. Sông Lô, что можно перевести как «светлая река»; на территории Китая как Паньлунцзян, 瀘江) — крупная река на севере Вьетнама и в китайской провинции Юньнань. Левый приток реки Хонгха.
Берёт начало на юго-востоке китайской провинции Юньнань и течёт преимущественно в юго-восточном направлении по территории вьетнамских провинций Хазянг, Туенкуанг и Футхо. Длина реки составляет 470 км, из них 274 км — во Вьетнаме; площадь бассейна — 39 000 км². Средний расход воды — 1010 м³/с. Основные притоки — Тяй (правый) и Гам (левый). Впадает в реку Хонгха вблизи города Вьетчи.
На реке стоят города Кайхуа (Китай), Хазянг, Туенкуанг, Вьетчи (все — Вьетнам).